# Eugene Jackson
Eugene Jackson, detto Pineapple (Buffalo, 25 dicembre 1916 – Compton, 26 ottobre 2001), è stato un attore statunitense, noto come attore bambino nel cast della serie Simpatiche canaglie (1924-25) e per la sua interpretazione in Hearts in Dixie (1929). Rimase attivo al cinema e quindi alla televisione in ruoli di caratterista fino agli inizi degli anni novanta.

## Biografia
Nato nel 1916 a Buffalo, Eugene Jackson iniziò giovanissimo a lavorare come cantante e ballerino nel vaudeville. A sei anni debuttò nel cinema in Penrod and Sam (1923). L'anno successivo si unì al cast delle Simpatiche canaglie, come sostituto di Ernest Morrison. In sei episodi (1924-25) interpretò il ruolo del fratello maggiore di Allen "Farina" Hoskins, guadagnandosi il soprannome di "Pineapple" per il suo taglio di capelli. Nel 1925 fu "Humidor" in Little Annie Rooney al fianco di Mary Pickford.
Non era facile a quell'epoca essere un attore afroamericano, e ancor meno esserlo da bambini. I piccoli interpreti delle Simpatiche canaglie (Ernest Morrison, Eugene Jackson, Allen Hoskins e le piccole Dorothy Morrison e Jannie Hoskins), assieme ai loro coetanei (i Berry Brothers, Hannah Washington e Jimmy Robinson), presenti in serie di imitazione prodotte da altre compagnie, furono gli unici attori bambini afroamericani a ritagliarsi un ruolo di un qualche rilievo nel cinema muto americano, nonostante i personaggi fortemente stereotipati loro affidati.
Nel 1929, con un ruolo di protagonista in Hearts in Dixie, Jackson diventò il primo attore bambino afro-americano ad avere una parte importante in un film sonoro. Nel 1931, presentato come "l'attore bambino afro-americano più famoso di Hollywood", prese parte con ruoli di supporto ad altri quattro film, tra cui I pionieri del West (1931), primo western a vincere l'Oscar al miglior film.
Dopo alcuni anni di assenza dal grande schermo, Jackson riprese la propria carriera d'attore dal 1935, specializzandosi in ruoli di supporto in film western. Hollywood tuttavia aveva ben poco da offrirgli come interprete adulto. Si dovette accontentare di piccoli ruoli stereotipati, il più delle volte non accreditati. Continuò tuttavia ad apparire con una certa regolarità al cinema e quindi alla televisione americani. Solo alla fine degli anni sessanta ottenne una partecipazione di rilievo nella serie Giulia (1968), la prima a presentare un ritratto non stereotipato di una famiglia afro-americana. Seguirono alcune altre interpretazioni importanti, in cinque episodi della serie Romance Theatre (1982) e nel film La famiglia Addams (1991), con il quale si concluse la sua carriera di attore.
Nel 1999 pubblicò la propria autobiografia, illustrata da numerose fotografie scattate durante la sua lunga esperienza nel mondo dello spettacolo.
Jackson morì nel 2001 per un attacco cardiaco a Compton, California, all'età di 84 anni.

## Filmografia parziale

### Cortometraggi
- Afternoon Tee (1924)
- Simpatiche canaglie (1924-25) - 6 episodi

### Lungometraggi
- Penrod and Sam, regia di William Beaudine (1923)
- Her Reputation, regia di John Griffith Wray (1923)
- Little Annie Rooney, regia di William Beaudine (1925)
- Hearts in Dixie (1929)
- Puro sangue (Sporting Blood), regia di Charles Brabin (1931)
- Sporting Chance (1931)
- Eroi senza gloria (Secret Service), regia di J. Walter Ruben (1931)
- Tumbling Tumbleweeds (1935)
- Red River Valley (1936)
- Il sentiero solitario (The Lonely Trail) (1936)
- Guns and Guitars (1936)
- Wine, Women and Horses (1937)
- I filibustieri (The Buccaneer), regia di Cecil DeMille (1938)
- Rhythm Rodeo (1938)
- Reform School (1939)
- Take My Life (1942)
- Chandler, regia di Paul Magwood (1971)
- Cleopatra Jones: Licenza di uccidere (Cleopatra Jones), regia di Jack Starrett (1973)
- Escape from Alcatraz (1979)
- American Gigolò (1980)
- Off the Wall, regia di Rick Friedberg (1983)
- Swing Shift (1984)
- La famiglia Addams (The Addams Family), regia di Barry Sonnenfeld (1991)

## Televisione
- Le inchieste di Boston Blackie (Boston Blackie) – serie TV, episodio 1x11 (1951)
- Your Favorite Story – serie TV, un episodio (1953)
- The Adventures of Jim Bowie –  serie TV, un episodio (1957)
- Shirley Temple's Storybook – serie TV (1958)
- Giulia – serie TV, 2 episodi (1968)
- Ladies of the Corridor – film TV (1975)
- Dallas – serie TV, un episodio (1979)
- Romance Theatre – serie TV, 5 episodi (1982)
- What's Happening Now! – serie TV, un episodio (1985)
- 227 – serie TV, un episodio (1986)
- Frank's Place – serie TV, un episodio (1988)
- Highway to Heaven – serie TV, un episodio (1988)